# Memorial Cup 2008
Der Memorial Cup 2008 war die 90. Ausgabe des gleichnamigen Turniers. Das Turnier fand vom 16. bis 25. Mai im Kitchener Memorial Auditorium in Kitchener, Ontario statt. Teilnehmende Mannschaften waren als Meister ihrer jeweiligen Ligen die Gatineau Olympiques (Québec Major Junior Hockey League) und die Spokane Chiefs (Western Hockey League). Die Kitchener Rangers waren als Gastgeber für das Turnier gesetzt, wären aber auch als Meister der Ontario Hockey League für das Turnier qualifiziert gewesen. Als vierte Mannschaft wurden die Belleville Bulls eingeladen, die im OHL-Finale den Kitchener Rangers unterlagen. Das Turnier wurde in Kanada landesweit auf Rogers Sportsnet im Fernsehen übertragen. In den Vereinigten Staaten waren die Spiele auf NHL Network verfügbar.
Die Spokane Chiefs gewannen nach einem Finalsieg gegen die Kitchener Rangers nach 1991 ihren zweiten Memorial Cup.

## Ergebnisse

### Gruppenphase
| 16. Mai 2008 19:20 Uhr | Gatineau Olympiques Michael Stinziani (14:13) Paul Byron (16:40) Darryl Smith (32:57) Nicholas Valliere Meyer (43:59) Alexandre Quesnel (49:05) | 5:6 n. V. (2:3, 1:2, 2:0, 0:1) Spielbericht | Kitchener Rangers Jason Akeson (6:17) Nick Spaling (7:49) Matt Halischuk (11:57) Mikkel Bødker (22:30) Matt Halischuk (29:29) Justin Azevedo (66:59) | Kitchener Memorial Auditorium, Kitchener Zuschauer: 6.705 |

| 17. Mai 2008 16:15 Uhr | Belleville Bulls Bryan Cameron (22:27) Shawn Matthias (33:56) Cory Tanaka (39:04) Cory Tanaka (47:35) | 4:5 n. V. (0:3, 3:0, 1:1, 0:1) Spielbericht | Spokane Chiefs Drayson Bowman (9:52) Mitch Wahl (12:12) Drayson Bowman (17:05) Drayson Bowman (57:04) Levko Koper (64:46) | Kitchener Memorial Auditorium, Kitchener Zuschauer: 6.624 |

| 18. Mai 2008 16:40 Uhr | Kitchener Rangers Matt Halischuk (4:21) | 1:2 (1:1, 0:1, 0:0) Spielbericht | Spokane Chiefs Justin Falk (16:45) Drayson Bowman (25:24) | Kitchener Memorial Auditorium, Kitchener Zuschauer: 6.688 |

| 19. Mai 2008 19:10 Uhr | Belleville Bulls Jan Muršak (8:13) Shawn Matthias (10:26) Cory Tanaka (21:49) Shawn Matthias (53:04) Keaton Turkiewicz (55:35) Nigel Williams (57:43) | 6:3 (2:2, 1:1, 3:0) Spielbericht | Gatineau Olympiques Hugo Laporte (13:46) Michael Stinziani (18:05) Claude Giroux (29:35) | Kitchener Memorial Auditorium, Kitchener Zuschauer: 6.639 |

| 20. Mai 2008 19:10 Uhr | Spokane Chiefs Drayson Bowman (25:20) Mitch Wahl (36:09) Levko Koper (59:25) | 3:1 (0:1, 2:0, 1:0) Spielbericht | Gatineau Olympiques Alexandre Quesnel (15:57) | Kitchener Memorial Auditorium, Kitchener Zuschauer: 6.626 |

| 21. Mai 2008 19:10 Uhr | Kitchener Rangers Scott Tregunna (8:07) Mikkel Bødker (11:38) Yannick Weber (12:39) | 3:4 n. V. (3:0, 0:2, 0:1, 0:1) Spielbericht | Belleville Bulls Shawn Matthias (27:28) Cory Tanaka (33:15) P. K. Subban (40:20) Keaton Turkiewicz (68:55) | Kitchener Memorial Auditorium, Kitchener Zuschauer: 6.689 |

#### Abschlusstabelle
| Pl. |                                                         | Sp. | S | N | Pkt. | Tore  | Diff. |
| --- | ------------------------------------------------------- | --- | - | - | ---- | ----- | ----- |
| 1.  | Spokane Chiefs (Western Hockey League)                  | 3   | 3 | 0 | 6    | 10:06 | +4    |
| 2.  | Belleville Bulls (Ontario Hockey League)                | 3   | 2 | 1 | 4    | 14:11 | +3    |
| 3.  | Kitchener Rangers (Gastgeber; Ontario Hockey League)    | 3   | 1 | 2 | 2    | 10:11 | −1    |
| 4.  | Gatineau Olympiques (Québec Major Junior Hockey League) | 3   | 0 | 3 | 0    | 09:15 | −6    |

Abkürzungen: Pl. = Platz, Sp. = Spiele, S = Siege, N = Niederlagen, Pkt. = Punkte, Diff. = Tordifferenz

Erläuterungen: Qualifiziert für das Finale, Qualifiziert für das Halbfinale

### Halbfinale
| 23. Mai 2008 19:10 Uhr | Kitchener Rangers Nazem Kadri (0:46) Matt Halischuk (8:46) Justin Azevedo (13:28) Nick Spaling (15:17) Justin Azevedo (26:57) Mike Duco (34:04) Justin Azevedo (35:45) Matt Halischuk (46:31) Scott Tregunna (59:43) | 9:0 (4:0, 3:0, 2:0) Spielbericht | Belleville Bulls | Kitchener Memorial Auditorium, Kitchener Zuschauer: 6.767 |

### Finale
| 25. Mai 2008 16:45 Uhr | Kitchener Rangers Brandon Mashinter (5:01) | 1:4 (1:1, 0:2, 0:1) Spielbericht | Spokane Chiefs Judd Blackwater (16:10) Drayson Bowman (24:11) Trevor Glass (25:12) Jared Cowen (59:04) | Kitchener Memorial Auditorium, Kitchener Zuschauer: 6.827 |

## Spieler

### Memorial-Cup-Sieger
| Memorial-Cup-Sieger Spokane Chiefs | Torhüter: Kevon Armstrong, Dustin Tokarski Verteidiger: Jared Cowen, Trevor Glass, Mike Reddington, Jace Coyle, Brett Bartman, Justin Falk, Jared Spurgeon, Stefan Ulmer Angreifer: Ryan Letts, Tyler Johnson, Blake Gal, Chris Bruton, Mitch Wahl, Dustin Donaghy, Justin McCrae, David Rutherford, Ondrej Roman, Judd Blackwater, Curtis Kelner, Levko Koper, Seth Compton, Drayson Bowman Cheftrainer: Bill Peters General Manager: Tim Speltz |

### Beste Scorer
Abkürzungen: GP = Spiele, G = Tore, A = Assists, Pts = Punkte, PIM = Strafminuten
| Spieler           | Team                | GP | G | A | Pts | PIM |
| ----------------- | ------------------- | -- | - | - | --- | --- |
| Justin Azevedo    | Kitchener Rangers   | 5  | 4 | 7 | 11  | 2   |
| Matt Halischuk    | Kitchener Rangers   | 5  | 5 | 4 | 9   | 0   |
| Drayson Bowman    | Spokane Chiefs      | 4  | 6 | 2 | 8   | 0   |
| Nick Spaling      | Kitchener Rangers   | 5  | 2 | 6 | 8   | 2   |
| Mitch Wahl        | Spokane Chiefs      | 4  | 2 | 4 | 6   | 2   |
| Mikkel Bødker     | Kitchener Rangers   | 5  | 2 | 4 | 6   | 0   |
| Chris Bruton      | Spokane Chiefs      | 4  | 0 | 6 | 6   | 0   |
| Shawn Matthias    | Belleville Bulls    | 4  | 4 | 1 | 5   | 2   |
| Cory Tanaka       | Belleville Bulls    | 4  | 4 | 1 | 5   | 2   |
| Michael Stinziani | Gatineau Olympiques | 3  | 2 | 3 | 5   | 0   |
| Adam Perry        | Belleville Bulls    | 4  | 0 | 5 | 5   | 6   |

### Beste Torhüter
Abkürzungen: GP = Spiele, W = Siege, L = Niederlagen, SA = Schüsse gehalten, GA = Gegentore, SO = Shutouts, GAA = Gegentorschnitt, Sv% = gehaltene Schüsse (in %), SO = Shutouts, TOI = Eiszeit (in Minuten)
| Spieler         | Team                | GP | W | L | SA  | GA | GAA  | Sv%  | SO | TOI    |
| --------------- | ------------------- | -- | - | - | --- | -- | ---- | ---- | -- | ------ |
| Dustin Tokarski | Spokane Chiefs      | 4  | 4 | 0 | 150 | 7  | 1,72 | 95,3 | 0  | 245:00 |
| Ryan Mior       | Gatineau Olympiques | 3  | 0 | 2 | 142 | 14 | 4,49 | 90,1 | 0  | 187:00 |
| Josh Unice      | Kitchener Rangers   | 5  | 2 | 2 | 136 | 14 | 2,66 | 89,7 | 1  | 316:00 |
| Mike Murphy     | Belleville Bulls    | 4  | 2 | 1 | 182 | 20 | 4,73 | 89,0 | 0  | 254:00 |

### Auszeichnungen

#### Spielertrophäen
| Auszeichnung                                           | Spieler         | Team              |
| ------------------------------------------------------ | --------------- | ----------------- |
| Stafford Smythe Memorial Trophy (Wertvollster Spieler) | Dustin Tokarski | Spokane Chiefs    |
| Ed Chynoweth Trophy (Bester Scorer)                    | Justin Azevedo  | Kitchener Rangers |
| George Parsons Trophy (Fairster Spieler)               | Matt Halischuk  | Kitchener Rangers |
| Hap Emms Memorial Trophy (Bester Torhüter)             | Dustin Tokarski | Spokane Chiefs    |

#### All-Star-Team
| Angriff:      | Justin Azevedo – Drayson Bowman – Mitch Wahl |
| Verteidigung: | Ben Shutron – Justin Falk                    |
| Tor:          | Dustin Tokarski                              |